# Мохсоголлох
Мохсоголло́х (якут. Мохсоҕоллоох, в переводе место обитания соколов, Соколиный) — посёлок городского типа в Хангаласском улусе (районе) Республики Саха (Якутия).

## История и описание
Расстояние до административного центра района г. Покровска — 20 км, до столицы республики г. Якутска — 100 км.
Основан в 1958 году. На месте тайги появился палаточный посёлок.
В 1959 году началось строительство цементного завода.
Статус посёлка городского типа — с 1964 года.
Градообразующее предприятие — ОАО «Якутцемент».
Транспортное сообщение: автобус Якутск — Покровск — Мохсоголлох ежедневно 5 рейсов в день. Пристань на реке Лене. Паромная переправа Мохсоголлох — Качикатцы.

## Население
| 1970  | 1979  | 1989  | 2002  | 2009  | 2010  | 2011  |
| ----- | ----- | ----- | ----- | ----- | ----- | ----- |
| 2397  | ↗4306 | ↗6849 | ↗7181 | ↘6870 | ↘6698 | ↘6686 |
| 2012  | 2013  | 2014  | 2015  | 2016  | 2017  | 2018  |
| ↘6487 | ↘6362 | ↘6248 | ↗6255 | ↘6197 | ↘6178 | ↘6159 |
| 2019  | 2020  | 2021  | 2023  |       |       |       |
| ↘6125 | ↘6123 | ↘5264 | ↘5192 |       |       |       |